# Parafia Świętych Apostołów Piotra i Pawła w Trembowli
Parafia Świętych Apostołów Piotra i Pawła w Trembowli – rzymskokatolicka parafia znajdująca się w archidiecezji lwowskiej w dekanacie Czortków, na Ukrainie.

## Historia
W XIV w. istniał w Trembowli drewniany kościół rzymskokatolicki, wzniesiony na lewym brzegu Gniezny, po raz pierwszy wspomniany w 1396 r. Parafię erygowano w 1423 r. przy nowym kościele pw. Wniebowzięcia NMP, również drewnianym, wzniesionym  na prawym brzegu Gniezny. Obie świątynie powstały z fundacji króla Władysława II Jagiełły. W 1627 w mieście powstał kościół i klasztor oo. karmelitów. W 1784 r. kościół karmelitański został kościołem parafialnym, gdyż poprzednia drewniana fara spłonęła (według innego źródła pożar miał miejsce w początkach XIX w, a przeniesienie w XVIII w podyktowane było złym stanem technicznym świątyni). Od lat 90. XIX w do 1917 r. msze święte sprawowano w cerkwi unickiej, a w latach 1917-1919 w tymczasowej kaplicy z powodu złego stanu kościoła karmelitów. Od 1919 r. kościół karmelitański ponownie pełnił funkcję kościoła parafialnego. W latach 1924–1927 staraniem ówczesnego proboszcza ks. Eustachego Jełowieckiego zbudowano obecny kościół Świętych Apostołów Piotra i Pawła. W 1928 został on konsekrowany przez arcybiskupa lwowskiego Bolesława Twardowskiego.
Przed 1939 r. parafia liczyła 5200 wiernych, obejmując swym zasięgiem nie tylko miasto, ale i kilka okolicznych wiosek. Po II wojnie światowej Trembowla znalazła się w granicach ZSRR. Komunistyczne władze urządziły w kościele spichlerz, a następnie ośrodek kultury i salę koncertową. Zwrócony został on wiernym w 1992 r. Posługę duszpasterską w parafii prowadzą księża diecezjalni, wspomagani przez siostry prezentki, której mają tu swój klasztor.
Nie zwrócono natomiast kościoła i klasztoru oo. karmelitów, który przekazany został Ukraińskiej Autokefalicznej Cerkwi Prawosławnej.

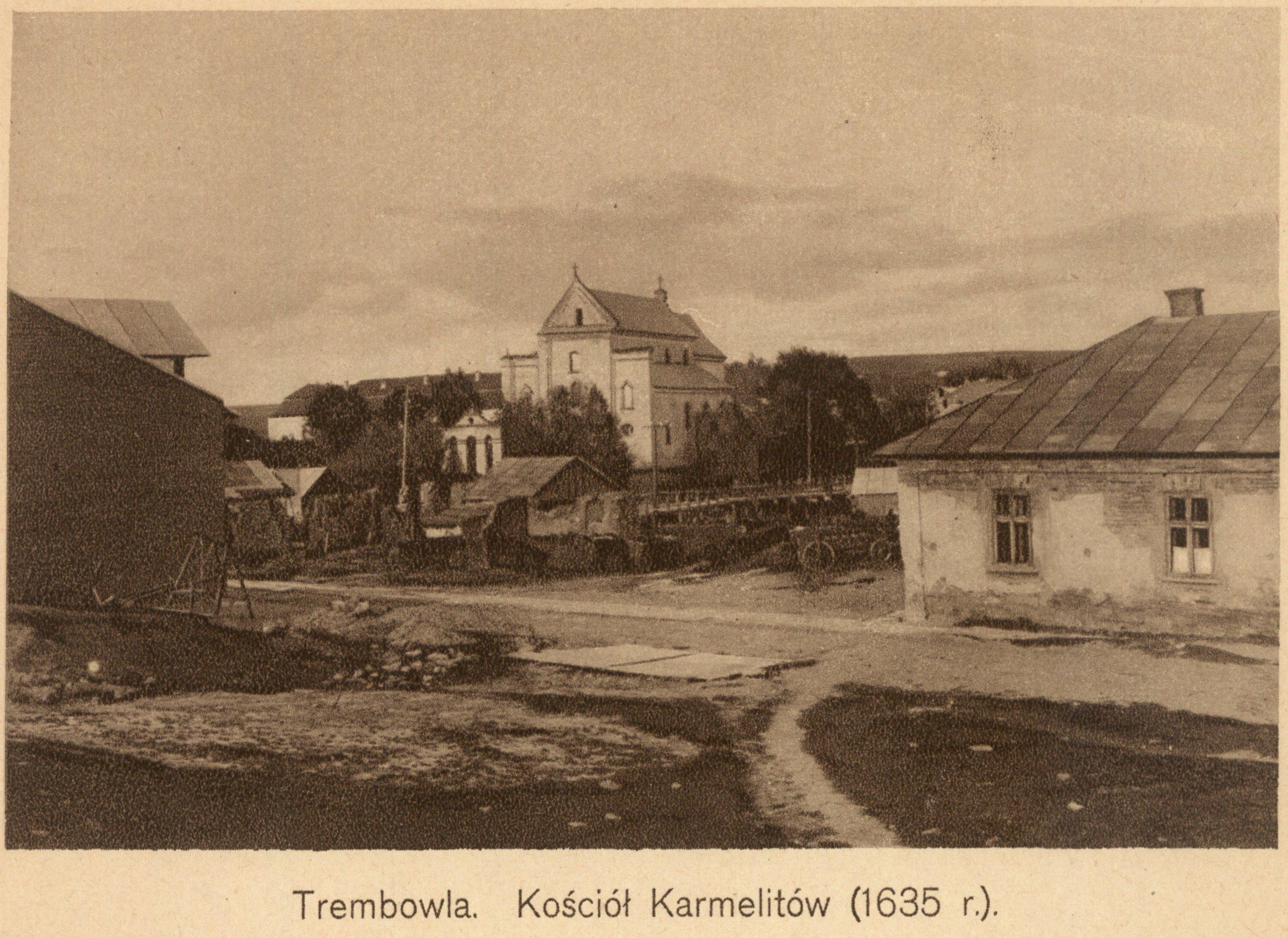
Dawny kościół Wniebowzięcia Najświętszej Maryi Panny w Trembowli